# Abassiale
Si tratta di un fenomeno in ambiente botanico, che si riferisce alla porzione di un organo assiale non destinato a cadere.
Il termine abassiale, come il suo opposto, cioè adassiale, è in genere riferito alla foglia. La lamina della foglia infatti appare generalmente di forma appiattita, in relazione alla necessità di esporre all'ambiente esterno la maggiore superficie possibile. Si possono quindi individuare due facce nella foglia: la pagina superiore, detta anche adassiale, e la pagina inferiore, detta anche abassiale. 
Mentre è intuitivo il concetto di superiore e di inferiore, meno immediato è quello di abassiale o adassiale. In realtà ci si riferisce alla posizione che la bozza fogliare occupava nella gemma. Nei primi stadi di sviluppo, la faccia superiore era rivolta verso l'asse della gemma, per cui essa viene detta adassiale (cioè prossima all'asse). Viceversa, la faccia inferiore "guardava" verso l'esterno, per cui era più lontana dall'asse della gemma. Per questo la faccia inferiore della foglia viene detta abassiale, cioè lontana dall'asse della gemma.